# Honey for Petzi
Honey for Petzi is een Zwitserse postrock-band uit Lausanne, die in 1995 werd opgericht. Diens muziek wordt gekenmerkt door experimentele abstractie. Het album Heal All Monsters uit 2001 werd in Chicago door Steve Albini geproduceerd. 

## Discografie

### Albums
- 2000 - Téléski
- 2001 - Heal All Monsters
- 2003 - Nicholson
- 2003 - Angels Camp
- 2005 - Man's Rage for Black Ham
- 2011 - General Thoughts and Tastes

### Ep's
- 2004 - Chevreuil, Honey for Petzi - Chevreuil for Petzi Vs. Honey for Chevreuil (met Chevreuil)
- 2005 - Honey for Petzi / SDNMT Seidenmatt - Honey for Petzi / SDNMT Seidenmatt (10"-split met Seidenmatt)
- 2008 - Colorplan Excel
- 2011 - Maximage